# Alpenglühen

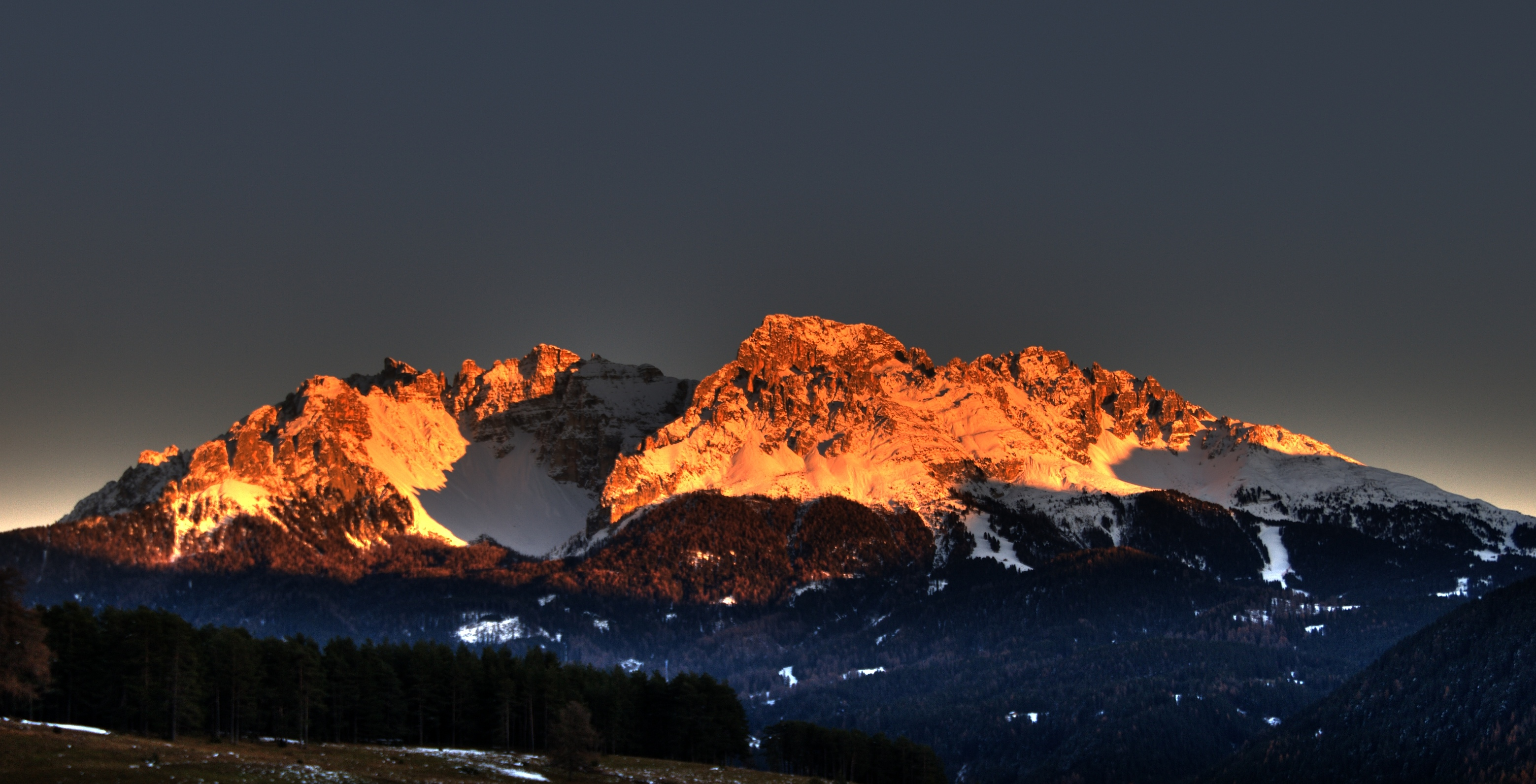
Alpenglühen am Latemar in den Dolomiten

Das Alpenglühen ist eine Lichtstimmung bei Sonnenuntergang und Sonnenaufgang im Hochgebirge. Es beschreibt zwei unterschiedliche Phänomene, die als erste Färbung und zweite Färbung bezeichnet werden. Deren Benennung orientiert sich an der Reihenfolge beim Sonnenuntergang. Beim Sonnenaufgang tritt zuerst die zweite Färbung auf und danach die erste Färbung.

## Erste Färbung

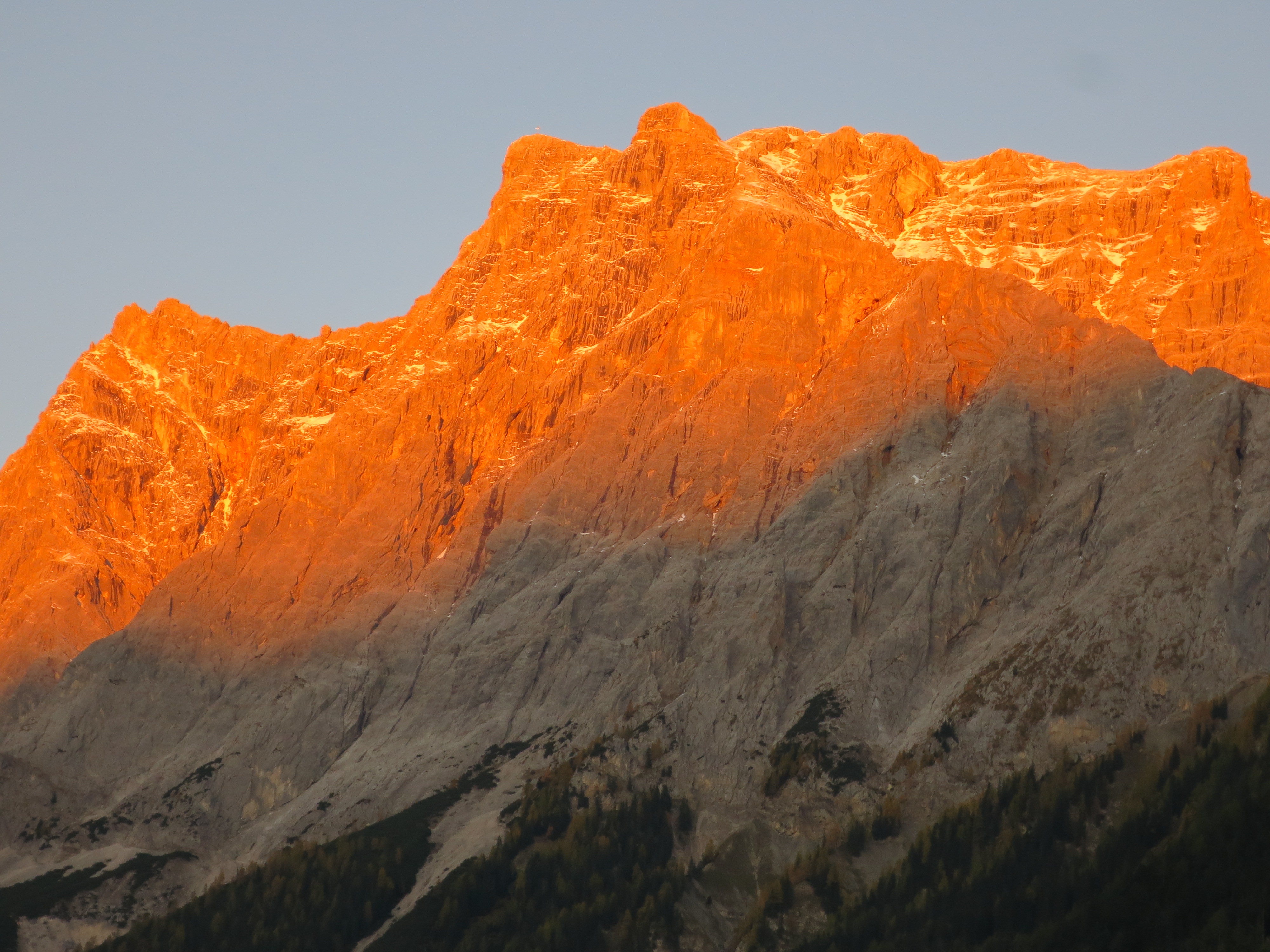
Alpenglühen an der Zugspitze von Ehrwald (Tirol) aus

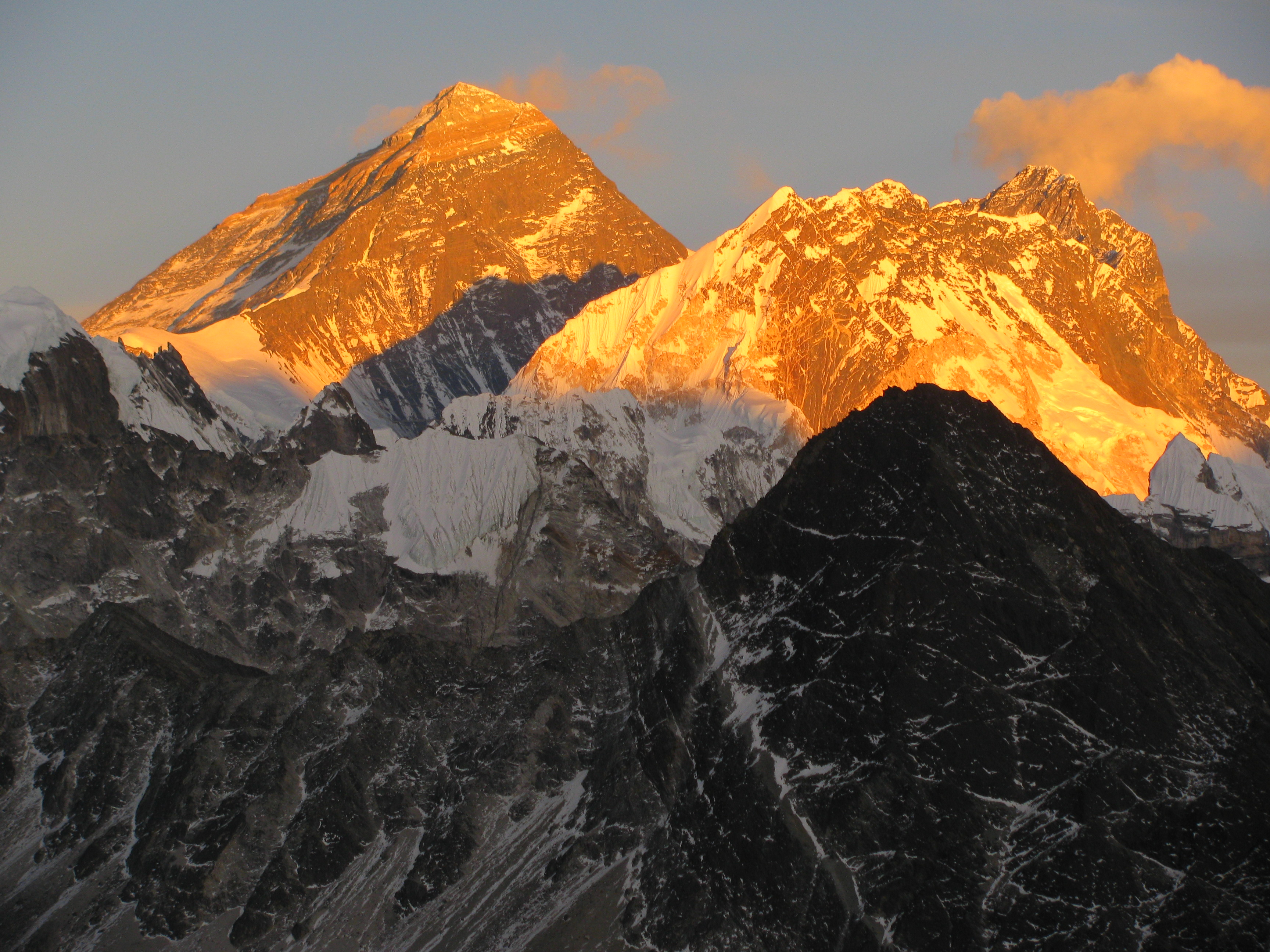
Alpenglühen am Mount Everest

In der ersten Färbung werden die Felshänge und Schneeflächen der Gipfel vom Licht der tief stehenden Sonne erreicht und heben sich in dieser rot gefärbten Beleuchtung vom Vordergrund ab, der bereits oder noch im Dunkeln liegt.
Für die bei Sonnenauf- und -untergang dramatisch erleuchteten Berggipfel kommen zwei Effekte zusammen. Der erste ist, dass bei tief stehender Sonne durch den langen Weg durch die Erdatmosphäre ein besonders großer Anteil des blauen Lichts in andere Richtungen gestreut wurde. Das verbleibende Sonnenlicht erscheint dadurch orange bis rot. Das ist auch der Mechanismus, über den das Abendrot seine Färbung bekommt. Beim Alpenglühen kommt noch eine indirekte Beleuchtung des Bereichs direkt oberhalb der Schattengrenze hinzu. Dieses Licht fällt unter sehr flachem Winkel auf die Landschaft im Rücken des Beobachters. Es wird reflektiert und macht sich als Aufhellung oberhalb des Schattens bemerkbar. Die Effizienz dieser Reflexion nimmt bei steigendem Winkel schnell ab. Daher ergibt sich ein heller Streifen statt einer allgemeinen Aufhellung.

## Zweite Färbung
In der zweiten Färbung steht die Sonne unter dem Horizont und beleuchtet die Berggipfel nicht mehr (oder noch nicht) direkt. Das Sonnenlicht wird dabei an Partikeln in der Atmosphäre (wie Eiskristallen, Staub etc.) gestreut, sodass es abgeschwächt auf die Gipfel fallen kann. Vor dem sich violett verfärbten Himmel erscheinen schneebedeckte und hellfelsige Gipfel dann weiterhin in einem schwachen, aber sehr deutlichen und gleichmäßigen Rot.

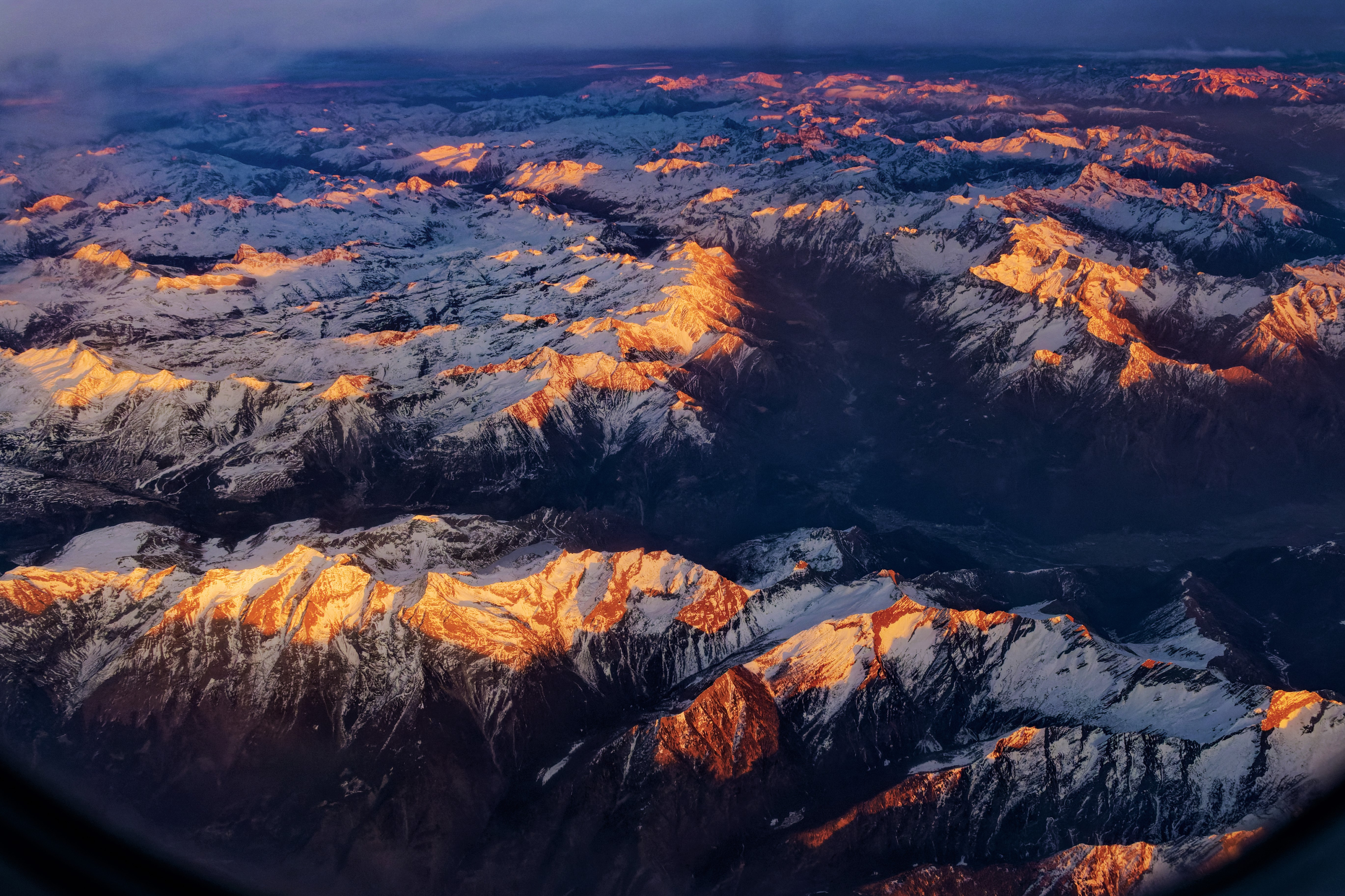
Über den Schweizer Alpen